# 485年
| 千纪： | 1千纪                                                                                           |
| 世纪： | 4世纪 \| 5世纪 \| 6世纪                                                                         |
| 年代： | 450年代 \| 460年代 \| 470年代 \| 480年代 \| 490年代 \| 500年代 \| 510年代                       |
| 年份： | 480年 \| 481年 \| 482年 \| 483年 \| 484年 \| 485年 \| 486年 \| 487年 \| 488年 \| 489年 \| 490年 |
| 纪年： | 乙丑年（牛年）；北魏太和九年；柔然太平元年；南朝齐永明三年                                      |

## 大事记
- 北魏孝文帝下詔實行均田制。
- 唐寓之在新城（今浙江新登東）一帶以“抗檢籍，反蕭齊”為號召，集結四百餘人起事。